# 스반테 페보
스반테 에리크 페보(스웨덴어: Svante Erik Pääbo, 1955년 4월 20일~)는 스웨덴의 유전학자로 주요 연구 분야는 진화유전학이다. 고유전학의 창설자 가운데 한 사람으로 평가받고 있으며 네안데르탈인 게놈을 해독하였다. 1997년부터 막스 플랑크 연구소의 진화인류학 분과 책임자로 근무하고 있다. 2022년 "멸종한 유인원의 게놈과 인간 진화의 연관성에 대한 연구"에 기여하여 노벨 생리학·의학상을 수상하였다.

## 교육 및 학위
스반테 페보는 1955년 스웨덴 스톡홀름에서 에스토니아 출신의 화학자 어머니 카린 페보(Karin Päabo)의 양육 하에 자랐다. 부친은 스웨덴 생화학자 수네 베리스트룀(1916~2004)으로, 1982년 스웨덴 생화학자 벵트 잉에마르 사무엘손(1934~)과 영국의 약리학자 존 로버트 베인(1927~2004)과 함께 노벨 생리학·의학상을 수상했다. 스반테 페보는 아데노바이러스 단백질 E19의 면역체계 조절 방법에 대한 연구로 1986년 웁살라 대학교에서 박사학위를 받았다.

## 연구 경력
페보는 고유전학 창설자 가운데 하나로 알려져 있다. 고유전학은 사람속의 여러 고인류 친족 집단을 대상으로 한 유전학이다. 1997년에 페보와 동료들은 네안데르탈인 미토콘드리아DNA 염기서열을 해독하여 발표했다.
2002년 8월 페보의 연구소는 "언어 유전자"(FOXP2)와 관련한 연구를 발표하여 이 유전자가 개별적인 몇몇 언어 장애에서 보이는 결함 또는 결핍과 관련되어 있다고 보고하였다.
2006년 페보는 네안데르탈인들의 전체 게놈을 재구성하는 계획을 발표하였고, 《타임 매거진》은 2007년 그를 '세계에서 가장 영향력 있는 100인'으로 선정하였다.
2009년 2월 미국최신과학협회는 시카고에서 열린 연례 회의에서 막스 플랑크 연구소 진화인류학팀이 최초로 네안테르탈인 게놈 전체를 해독하였다고 공인하였다. 연구소는 총 3억 개 이상의 염기쌍으로 구성된 염기서열의 분석을 위해 454 라이프 사이언시스 사와 협력하였다.
2010년 3월 페보가 이끄는 연구팀은 시베리아에 있는 데니소바 동굴에서 발견된 손가락 뼈에서 추출한 DNA의 분석 결과를 발표하였다. 분석 결과 뼈의 주인공은 지금까지 발표된 적이 없는 또다른 멸종된 고인류라는 것이 밝혀졌고 데니소바인으로 명명되었다.
2010년 5월, 페보와 그의 연구진은 '네안데르탈인 게놈' 초판본을 《사이언스》 저널지에 게재했다. 이 논문은 네안데르탈인과 사하라 이남 아프리카를 제외한 현생 유라시안인 사이에 혼혈이 있었다고 결론지었다. 고대 인종과 호모사피엔스 사이 혼종 이론에 대해 과학공동체에서는 점차 지지하는 추세이다.
2014년 페보는 《잃어버린 게놈을 찾아서: 네안데르탈인에서 데니소바인까지》(Neanderthal Man: In Search of Lost Genomes)를 출판하여, 네안데르탈인 게놈 지도를 만들기 위한 연구과정과 인류 진화에 대한 단상을 삶의 일화와 함께 대중적인 언어로 풀어내고 있다.

## 수상
1992년 독일 과학계에서 가장 명예로운 상인 고트프리트 빌헬름 라이프니츠 상을 수상하였다. 2000년 왕립 스웨덴 과학한림원의 회원이 되었고, 2005년 루이장테 의학상을 수상하였다. 2022년 노벨 생리학·의학상을 수상하였다.

## 개인사
저서 《잃어버린 게놈을 찾아서》를 통해 소년같은 매력으로 그를 매료시킨 미국인 영장류 동물학자, 린다 비질런트를 만나기 전까지 그는 동성애자였다고 말한다. 현재, 그들은 결혼하여 라이프치히에서 아들과 딸을 함께 키우고 있다.

## 같이 보기
- 노벨 생리학·의학상 수상자 목록